# 里瑟湖
47°28′42″N 11°4′53″E / 47.47833°N 11.08139°E

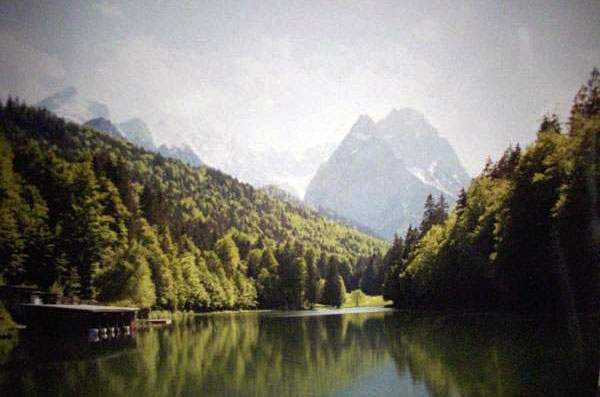

里瑟湖（德語：Rießersee），是德國的湖泊，位於該國東南部，由巴伐利亞負責管轄，處於加米施-帕滕基興西南面，長0.4公里、寬0.1公里，面積0.03平方公里，海拔高度785米，最大水深3.5米，水體容量3.4萬立方米。